# Hendrik I van Mierlo
Hendrik I van Mierlo of Hendrik I van Rode was een van de eerste heren van de heerlijkheid Mierlo. Volgens een document uit 1256 volgde hij omstreeks 1220 zijn vader Roelof Rover van Rode op als heer van Mierlo. Zijn familie was eerder in bezit van het Graafschap Rode, wat een groot deel van Zuidoost-Brabant besloeg. Een van zijn broers was ridder Rutger van den Hout, bewoner van Slot Ten Hout. Hendrik krijgt ten minste twee zonen:
- Gooswijn Moedel van Mierlo, heer van Rode en Mierlo
- Roelof II Rover van Rode, trouwde met Odila van Montfoort en was de vader van burggraaf Hendrik I van Montfoort